# Bagnet M1905

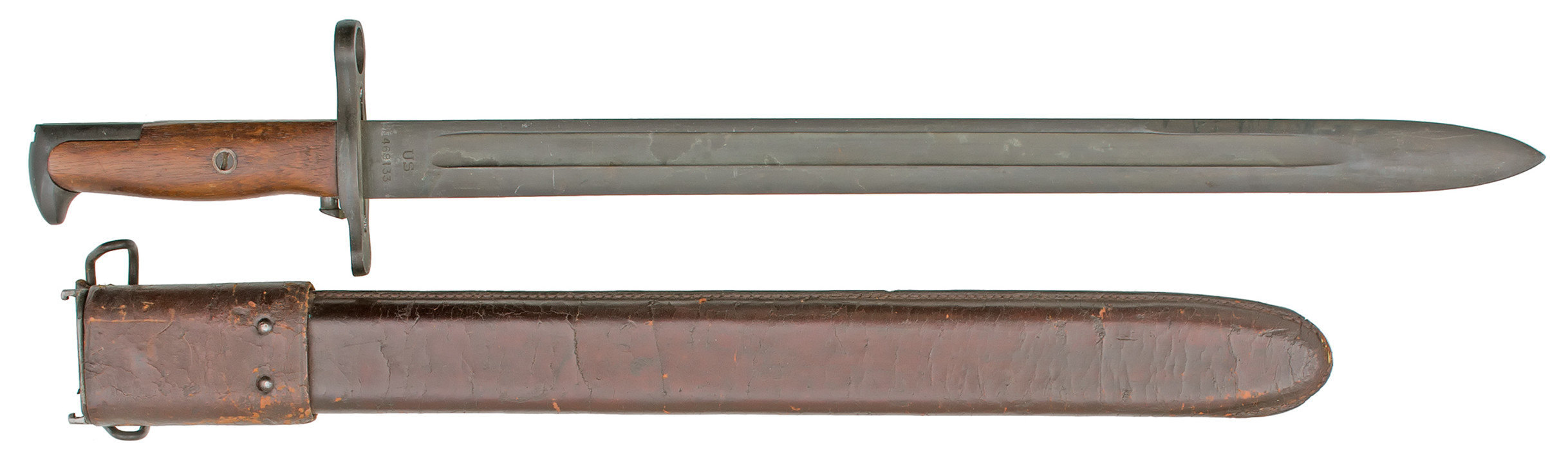
M1905

M1905 – bagnet zaprojektowany do użycia z karabinem M1903 Springfield kalibru .30, jednak można go było używać także z karabinem M1 Garand. Warianty M1903 były produkowane przez okres I i II wojny światowej przez fabrykę Springfield Armory, Remington Arms, Rock Island Arsenal oraz producenta maszyn do pisania - Smith-Corona.
Długość głowni wynosiła 16 cali (406 mm), natomiast rękojeści - 4 cale (101 mm).
W 1942 produkcja tego bagnetu została wznowiona, lecz pod inną nazwą – bagnetu M1942. Jego produkcja była prowadzona równolegle z produkcją karabinów M1 Garand. 
W roku 1943 US Army zdecydowało, że krótsze bagnety będą lepsze, więc postanowiono, że ostrza produkowanych do tej pory bagnetów zostaną skrócone do długości 10 cali (254 mm). W związku z tym tak dużo bagnetów M1905/M1942, jak to tylko było możliwe, zostało wycofanych z wyposażenia żołnierzy, by zmniejszyć rozmiary głowni, do nowego standardu. Po tej modyfikacji, skrócone bagnety zmieniły nazwę na M1905E1, natomiast nowe, schodzące z linii produkcyjnej nosiły nazwę M1.

## Pochwy
Oryginalna pochwa bagnetu M1905 wykonana była z drewna. Płaszcz pochwy wykonany był z płótna, natomiast trzewik pochwy obłożony był skórą. Pochwę mocowano do paska za pomocą drutu. Później mocowanie zastąpiono hakiem zaczepu żabki. W późniejszym okresie zatwierdzono, że oryginalna pochwa bagnetu M1905, może być zastępowana przez pochwę bagnetu M1917, której płaszcz wykonany był z zielonej skóry. 
Na początku II wojny światowej, opracowano nową pochwę dla tego bagnetu, o nazwie M3, by zastąpić wcześniejsze modele. Jej płaszcz wykonany był z włókna szklanego. Wlot wykonano z metalu, tak samo jak hak zaczepu żabki.